# 3 Pułk Piechoty (brytyjski)
3 pułk piechoty – oddział istniał już w latach 1572–1648 jako  Thomas Morgan's Company of Foot, The London Trained Bands. Od 1751 zwany był 3 pułkiem piechoty. Dziś - Royal East Kent Regiment.
Oddział zwano też 4 Pułkiem Morskim Hollanda (4th (The Holland Maritime) Regiment) W latach 1688–1689: "4th The Lord High Admiral's Regiment". Od 1689 do 1751 nazywano go od aktualnego wodza, pnp. w latach 1737–1743 zwano go "Howards Regiment" od nazwiska płk. Howarda (3rd Regiment of Foot, "Howard's Buffs").
Bitwa pod Dettingen (1743) przyniosła mu przydomek "The Old Buffs". Widząc dziarsko idących do ataku żołnierzy 31 Pułku i biorąc go omyłkowo za 3 Pułk, Jerzy II Hanowerski wykrzyknął: "Bravo, Buffs! Bravo!". Gdy oficer 3 Pułku sprostował sprawę. Jerzy II odpowiedział: "Bravo, Young Buffs! Bravo!". Odtąd 3 pułk znany był jako "Old Buffs", a 31 – "Young Buffs". Przyczyną pomyłki było to, że piechurzy z obu pułków mieli wyłogi i kamizelki w kolorze jasnobeżowym (ang: buff). 

## Nazwy regimentu
Pułk jeszcze kilkakrotnie zmieniał nazwę:
- 1751-1782 – 3rd (Kent) Regiment of Foot, "The Buffs"
- 1782-1881 – 3rd (East Kent) Regiment of Foot ("The Buffs")
- 1881-1935 – The Buffs, (East Kent Regiment)
- 1935-1961 – The Buffs, (Royal East Kent Regiment)

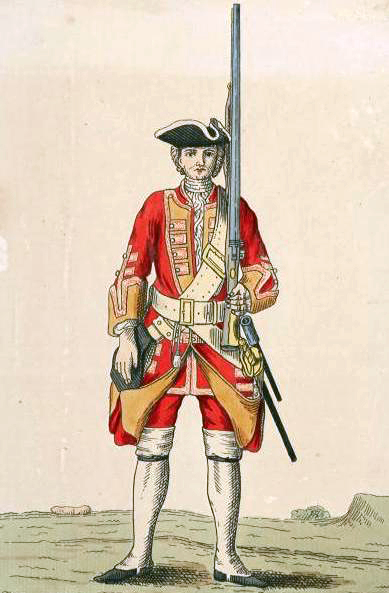
Piechur z "Howard's Regiment of Foot" (1742)